# 相対論的力学
相対論的力学（そうたいろんてきりきがく、relativistic mechanics）とは、特殊相対性理論、および一般相対性理論に基づく古典力学である。
この記事では計量テンソルの符号の規約として (−, +, ... ,+) を採用する。

## 運動学
ニュートン力学において粒子の運動は、時刻 t を媒介変数とする粒子の位置の関数 x = r(t) として表される。つまり、粒子の運動を表すことは時々刻々の位置を追うことである。
相対論においては時間が空間とともに4元ベクトルとして振る舞うので、運動のパラメータとして時間を用いると、ローレンツ変換の下での共変性が明白ではなくなる。すなわち、相対論において時間は運動を記述する自然なパラメータではなくなる。そもそも相対論には自然なパラメータが存在せず、パラメータの付替えの下で相対論は不変である。なお、明白なローレンツ共変性を犠牲にすれば、時間を運動のパラメータとして選ぶこともできる。
適当な運動のパラメータを λ として、粒子の位置を
{\displaystyle x=X(\lambda )}
で表す。
パラメータの付替え λ → λ' = f(λ) が適当である条件として、旧いパラメータ λ の増加に伴って、新たなパラメータ λ' も単調に増加する必要があり
{\displaystyle {\frac {d\lambda '}{d\lambda }}={\dot {f}}(\lambda )\geq 0}
である。特に、光速 c を用い、時間 t = X0/c を運動のパラメータとして選ぶことができるので
{\displaystyle {\frac {dt}{d\lambda }}={\frac {1}{c}}{\dot {X}}^{0}(\lambda )\geq 0}
である。

### 4元速度と固有時間
ニュートン力学においては、位置の時間導関数として速度が定義された。
相対論においては自然なパラメータが存在しないため、導関数 {\displaystyle {\dot {X}}} は物理的意味を持たない。
すなわちパラメータの付替えに対して、導関数は連鎖律により
{\displaystyle {\dot {X}}(\lambda )={\frac {dX}{d\lambda }}\to {\frac {dX}{d\lambda '}}={\frac {dX}{d\lambda }}{\bigg /}{\frac {d\lambda '}{d\lambda }}}
と変化するので、dλ'/dλ の分だけ変化する。
この変化を相殺するように、4元速度は
{\displaystyle U^{\mu }(\lambda )={\frac {c{\dot {X}}^{\mu }(\lambda )}{\sqrt {-{\dot {X}}^{\nu }{\dot {X}}_{\nu }}}}}
で定義される。定義から明らかに UμUμ = −c2 である。
運動のパラメータとして時間 t を用いれば
{\displaystyle U^{0}(t)={\frac {c}{\sqrt {1-v^{2}/c^{2}}}},}
{\displaystyle {\boldsymbol {U}}(t)={\frac {\boldsymbol {v}}{\sqrt {1-v^{2}/c^{2}}}}}
と表わされる。
ローレンツ因子 γ を用いれば
{\displaystyle U^{\mu }(t)=(\gamma c,\gamma {\boldsymbol {v}})}
である。
固有時間は
{\displaystyle {\frac {d\tau }{d\lambda }}={\frac {1}{c}}{\sqrt {-{\dot {X}}^{\mu }{\dot {X}}_{\mu }}}}
で定義される。固有時間 τ を用いれば4元速度は
{\displaystyle U^{\mu }(\tau )={\frac {dX^{\mu }}{d\tau }}}
と表される。

## 動力学

### 4元運動量
質量 m の粒子の4元運動量は
{\displaystyle p^{\mu }(\lambda )=mU^{\mu }(\lambda )}
で与えられる。4元速度の定義から pμpμ = −m2c2 である。この関係式は質量殻条件（mass-shell condition）と呼ばれる。

### 相対論的運動方程式と4元力
ニュートンの運動方程式により、ニュートン力学における力は運動量の時間導関数と関係付けられた。
相対論においては自然なパラメータが存在しないため、導関数 {\displaystyle {\dot {p}}} は物理的意味を持たない。
そこで運動のパラメータとして固有時間 τ を選び、相対論的な粒子の運動方程式を
{\displaystyle {\frac {dp^{\mu }}{d\tau }}=K^{\mu }(\tau )}
と表わす。このときの K が4元力である。
適当なパラメータ λ を用いた場合は連鎖律により
{\displaystyle K^{\mu }(\lambda )={\frac {c\,{\dot {p}}^{\mu }(\lambda )}{\sqrt {-{\dot {X}}^{\mu }{\dot {X}}_{\mu }}}}}
で表される。
運動のパラメータとして時間 t を用いれば
{\displaystyle K^{0}(t)={\frac {{\boldsymbol {f}}\cdot {\boldsymbol {v}}/c}{\sqrt {1-v^{2}/c^{2}}}},}
{\displaystyle {\boldsymbol {K}}(t)={\frac {\boldsymbol {f}}{\sqrt {1-v^{2}/c^{2}}}}}
と表わされる。
ローレンツ因子 γ を用いれば
{\displaystyle K^{\mu }(t)=(\gamma {\boldsymbol {f}}\cdot {\boldsymbol {v}}/c,\gamma {\boldsymbol {f}})}
である。

## ラグランジュ形式

### 平坦な時空の自由粒子
平坦な時空における相対論的な自由粒子の作用汎関数は
{\displaystyle S_{X}[X,e]=\int L_{X}({\dot {X}},e)\,d\lambda }
{\displaystyle L_{X}({\dot {X}},e)={\frac {e}{2}}\left[e^{-2}{\dot {X}}^{\mu }{\dot {X}}_{\mu }(\lambda )-m^{2}c^{2}\right]}
で書かれる。ここで e はラグランジュ関数に導関数が含まれない補助変数である。パラメータ付替えの下で
{\displaystyle e(\lambda )\,d\lambda \to e'(\lambda ')\,d\lambda '}
と変換して、作用汎関数のパラメータ付替え不変性を保障する。
力学変数 X に共役な運動量は
{\displaystyle P_{\mu }(\lambda )={\frac {\partial L_{X}}{\partial {\dot {X}}^{\mu }}}=e^{-1}{\dot {X}}_{\mu }(\lambda )}
であり、運動方程式として
{\displaystyle {\frac {\delta S_{X}[X,e]}{\delta X^{\mu }(\lambda )}}=-{\dot {P}}_{\mu }(\lambda )=0}
が導かれて、自由粒子の運動量は保存する。

#### 拘束条件
補助変数 e から導かれる拘束条件として質量殻条件
{\displaystyle {\frac {\delta S_{X}[X,e]}{\delta e(\lambda )}}=-{\frac {1}{2}}\left[e^{-2}{\dot {X}}^{\mu }{\dot {X}}_{\mu }(\lambda )+m^{2}c^{2}\right]=-{\frac {1}{2}}\left[P^{2}(\lambda )+m^{2}c^{2}\right]=0}
が得られる。質量 m がゼロでないときには
{\displaystyle e(\lambda )={\frac {1}{mc}}{\sqrt {-{\dot {X}}^{\mu }{\dot {X}}_{\mu }}}}
となって共役運動量は4元運動量に一致する。
拘束条件を用いてラグランジュ関数から補助変数 e を消去すれば
{\displaystyle L_{X}({\dot {X}})=-mc{\sqrt {-{\dot {X}}^{\mu }{\dot {X}}_{\mu }}}=-mc^{2}{\frac {d\tau }{d\lambda }}}
であり、作用汎関数は
{\displaystyle S_{X}[X]=-mc\int {\sqrt {-{\dot {X}}^{\mu }{\dot {X}}_{\mu }}}d\lambda =-mc^{2}\int d\tau }
となり、粒子が時空上に描く世界線の長さに比例する。

#### 複数粒子系
複数の粒子がある場合は、粒子を区別する添え字 i を導入し、各々の粒子の位置 Xi に対する作用汎関数を足し合わせることで相互作用のない自由粒子系の作用汎関数が得られる。すなわち
{\displaystyle S_{X}[X,e]={\frac {1}{2}}\int \sum _{i\in I}\left[e_{i}^{-2}{\dot {X}}_{i}^{\mu }{\dot {X}}_{i\mu }-m_{i}^{2}c^{2}\right]e_{i}\,d\lambda }
である。補助変数 e は粒子 i ごとに導入される。拘束条件として各々の粒子ごとに質量殻条件が得られて、これを用いて補助変数を消去すれば
{\displaystyle {\begin{aligned}S_{X}[X]&=-\sum _{i\in I}m_{i}c\int {\sqrt {-{\dot {X}}_{i}^{\mu }{\dot {X}}_{i\mu }}}d\lambda \\&=-\sum _{i\in I}m_{i}c^{2}\int d\tau _{i}\\\end{aligned}}}
となる。

### 曲がった時空の自由粒子
曲がった時空においては時空点に依存する計量 g を導入して
{\displaystyle L_{X}(X,{\dot {X}},e)={\frac {e}{2}}\left[e^{-2}g_{\mu \nu }(X){\dot {X}}^{\mu }{\dot {X}}^{\nu }(\lambda )-m^{2}c^{2}\right]}
となる。作用は計量を置き換えただけであり、平坦な時空の場合と変わらず拘束条件として質量殻条件が導かれる。
共役運動量は質量殻条件を用いれば
{\displaystyle P_{\mu }(\lambda )={\frac {\partial L_{X}}{\partial {\dot {X}}^{\mu }}}=g_{\mu \nu }(X)\,p^{\nu }(\lambda )}
となり、運動方程式は
{\displaystyle {\begin{aligned}{\frac {\delta S[X,e]}{\delta X^{\mu }(\lambda )}}&={\frac {e^{-1}}{2}}\partial _{\mu }g_{\rho \nu }(X){\dot {X}}^{\rho }{\dot {X}}^{\nu }(\lambda )-{\dot {P}}_{\mu }(\lambda )\\&=-e^{-1}\varGamma _{\mu \rho \nu }(X){\dot {X}}^{\rho }{\dot {X}}^{\nu }(\lambda )-g_{\mu \nu }(X)\,{\dot {p}}^{\nu }(\lambda )\\&=0\\\end{aligned}}}
{\displaystyle {\dot {p}}^{\mu }(\lambda )+e^{-1}\varGamma _{\rho \nu }^{\mu }(X){\dot {X}}^{\rho }{\dot {X}}^{\nu }(\lambda )=0}
として測地線の方程式が導かれる。従って、曲がった時空における慣性力、あるいは重力の4元力は
{\displaystyle K^{\mu }(\lambda )=-m\varGamma _{\rho \nu }^{\mu }(X)U^{\rho }U^{\nu }(\lambda )}
となる。ここで Γ は接続係数
{\displaystyle \varGamma _{\rho \nu }^{\mu }(x)={\frac {1}{2}}g^{\mu \sigma }\left[\partial _{\rho }g_{\nu \sigma }(x)+\partial _{\nu }g_{\rho \sigma }(x)-\partial _{\sigma }g_{\rho \nu }(x)\right]}
である。

### ベクトル場との相互作用
ベクトル場 A と最小結合の形で相互作用する粒子は、相互作用項が
{\displaystyle S_{\text{int}}[X]=\int L_{\text{int}}(X,{\dot {X}})\,d\lambda }
{\displaystyle L_{\text{int}}(X,{\dot {X}})=qA_{\mu }(X)\,{\dot {X}}^{\mu }(\lambda )}
で書かれる。相互作用項は補助変数 e を含まないため拘束条件に影響せず、自由粒子の場合と変わらず質量殻条件が導かれる。
共役運動量は質量殻条件を用いれば
{\displaystyle P_{\mu }(\lambda )={\frac {\partial }{\partial {\dot {X}}^{\mu }}}(L_{X}+L_{\text{int}})=p_{\mu }(\lambda )+qA_{\mu }(X)}
となり、自由粒子の4元運動量にベクトル場が加えられた形となる。
平坦な時空では運動方程式として
{\displaystyle {\begin{aligned}{\frac {\delta S[X]}{\delta X^{\mu }(\lambda )}}&=q\partial _{\mu }A_{\nu }(X){\dot {X}}^{\nu }(\lambda )-{\dot {P}}_{\mu }(\lambda )\\&=qF_{\mu \nu }(X){\dot {X}}^{\nu }(\lambda )-{\dot {p}}_{\mu }(\lambda )\\&=0\\\end{aligned}}}
{\displaystyle {\dot {p}}_{\mu }(\lambda )=qF_{\mu \nu }(X){\dot {X}}^{\nu }(\lambda )}
が導かれる。ベクトル場が電磁場である場合は、これはローレンツ力であり、4元力は
{\displaystyle K^{\mu }(\lambda )=qF^{\mu }{}_{\nu }(X)U^{\nu }(\lambda )}
となる。ここで F はベクトル場の強度
{\displaystyle F_{\mu \nu }(x)=\partial _{\mu }A_{\nu }(x)-\partial _{\nu }A_{\mu }(x)}
であり、電磁場の場合は電磁場テンソルに相当する。
曲がった時空での運動方程式は
{\displaystyle {\dot {p}}^{\mu }(\lambda )+e^{-1}\varGamma _{\rho \nu }^{\mu }(X){\dot {X}}^{\rho }{\dot {X}}^{\nu }(\lambda )=qF^{\mu }{}_{\nu }(X){\dot {X}}^{\nu }(\lambda )}
となる。テンソル添字は時空の計量を用いて
{\displaystyle F^{\mu }{}_{\nu }(x)=g^{\mu \rho }(x)\,F_{\rho \nu }(x)}
により上げ下げされる。

### スカラー場との相互作用
スカラー場 V と相互作用する粒子の作用汎関数は
{\displaystyle S[X,e]=\int L(X,{\dot {X}},e)\,d\lambda }
{\displaystyle L(X,{\dot {X}},e)=L_{X}({\dot {X}},e)-emV(X)={\frac {e}{2}}\left[e^{-2}{\dot {X}}^{\mu }{\dot {X}}_{\mu }(\lambda )-m^{2}c^{2}-2mV(X)\right]}
で書かれる。スカラー場は質量を
{\displaystyle M={\frac {1}{c}}{\sqrt {m^{2}c^{2}+2mV(X)}}\simeq m+{\frac {1}{c^{2}}}V(X)}
と変化させる。
共役運動量は
{\displaystyle P_{\mu }(\lambda )={\frac {\partial L}{\partial {\dot {X}}^{\mu }}}=e^{-1}{\dot {X}}_{\mu }(\lambda )}
となって、見掛けは自由粒子と同じであるが、拘束条件が
{\displaystyle {\frac {\delta S[X,e]}{\delta e(\lambda )}}=-{\frac {1}{2}}\left[e^{-2}{\dot {X}}^{\mu }{\dot {X}}_{\mu }(\lambda )+m^{2}c^{2}+2mV(X)\right]=-{\frac {1}{2}}\left[P^{2}(\lambda )+M^{2}c^{2}\right]=0}
となるので、質量殻条件が修正される。拘束条件を用いて補助変数を消去すれば共役運動量は
{\displaystyle P_{\mu }(\lambda )=M(X)U_{\mu }}
となる。運動方程式として
{\displaystyle {\frac {\delta S[X,e]}{\delta X^{\mu }(\lambda )}}=-eMc^{2}\partial _{\mu }M-{\dot {P}}_{\mu }(\lambda )=0}
{\displaystyle {\frac {dP_{\mu }}{d\tau }}=-c^{2}\partial _{\mu }M\simeq -\partial _{\mu }V}
が導かれる。

## ハミルトン形式
自由粒子のハミルトン関数は、平坦な時空においては
{\displaystyle H_{X}(P,e)=P_{\mu }{\dot {X}}^{\mu }(\lambda )-L_{X}={\frac {e}{2}}\left[P^{\mu }P_{\mu }(\lambda )+m^{2}c^{2}\right]}
となり、曲がった時空においては
{\displaystyle H_{X}(X,P,e)={\frac {e}{2}}\left[g_{\mu \nu }(X)P^{\mu }P^{\nu }(\lambda )+m^{2}c^{2}\right]}
となる。
ベクトル場 A と相互作用する粒子のハミルトン関数は
{\displaystyle H(X,P,e)={\frac {e}{2}}\left[(P^{\mu }-qA^{\mu })(P_{\mu }-qA_{\mu })+m^{2}c^{2}\right]}
となり、スカラー場 V と相互作用する粒子のハミルトン関数は
{\displaystyle H(X,P,e)={\frac {e}{2}}\left[P^{\mu }P_{\mu }(\lambda )+m^{2}c^{2}+2mV\right]}
となる。
これらは何れも
{\displaystyle H(X,P,e)=e\cdot \chi (X,P)}
という形で書かれている。

### 特異ラグランジュ系からの移行
補助変数 e はラグランジュ関数に導関数が含まれないため、共役運動量が
{\displaystyle P_{e}(\lambda )={\frac {\partial L_{X}}{\partial {\dot {e}}}}=0}
となり、{\displaystyle {\dot {e}}} について解けない特異ラグランジュ系である。この特異系には一次拘束条件 {\displaystyle \phi =P_{e}\approx 0} が課されている。
特異ラグランジュ系からハミルトン系へ移行するとき、ハミルトン関数は一意に定まらず、未定乗数 b を導入して
{\displaystyle H_{\text{tot}}=e\chi +b\phi }
と書かれる。拘束関数 {\displaystyle \phi =P_{e}} の導関数はポアソン括弧により
{\displaystyle {\dot {\phi }}=\{H_{\text{tot}},P_{e}\}=\{e,P_{e}\}\cdot \chi +\{b,P_{e}\}\cdot \phi \approx -\chi }
であり、拘束条件が常に満たされるためには、新たに二次拘束条件として {\displaystyle \chi =-{\dot {\phi }}\approx 0} が課される。この拘束条件は質量殻条件である。
新たな拘束関数の導関数は
{\displaystyle {\dot {\chi }}=\{H_{\text{tot}},\chi \}=\{b,\chi \}\cdot \phi \approx 0}
であり、これ以上の二次拘束条件は課されない。